# Coronie
Coronie ist ein Distrikt in Suriname und liegt an der Küste des Atlantik. Im Westen grenzt der Distrikt Nickerie, im Osten der Distrikt Saramacca und im Süden der Distrikt Sipaliwini an Coronie.
Der gesamte Distrikt liegt in der Küstenebene und reicht nur wenige Meter über das Meeresniveau. Die Böden bestehen fast ausschließlich aus Sedimenten der sog. Jüngeren Küstenebene.

## Geschichte und Wirtschaft
Der Distrikt Coronie, der früher die Bezeichnung Opper-Nickerie besaß, wurde am 10. Oktober 1851 eingerichtet. Die Geschichte der Landwirtschaft begann in der Zeit des englischen Protektorats (1799–1802) als unter Gouverneur Jurriaan François de Friderici große Flächen für die Einrichtung von Plantagen zur Verfügung gestellt wurden. Der Schotte A. Cameron begann hier als erster Pflanzer 1808 mit der Baumwollplantage Burnside. Es entwickelte sich eine blühende Plantagenwirtschaft mit Baumwolle und Zuckerrohr. Höhepunkt der Baumwollkultur war die Zeit zwischen 1825 und 1830. Besonders nach 1860 war ein starker Rückgang dieser Kultur zu verzeichnen bis hin zur völligen Aufgabe.
Nach 1870 entwickelte sich der Anbau von Mais, Kokospalmen und Zitrusfrüchten. Seine heutige Bedeutung hat der Distrikt den Kokospalmen zu verdanken, die zu einer bedeutenden Produktion von Kokosöl führte. Im Zusammenhang mit den ausgepressten Resten der Kokosfrüchte, die sich zur Schweinemast eignen, hat sich die Schweinezucht in diesem Distrikt entwickelt.
Nach 1950 ging dann die Bedeutung der Kokoskultur deutlich zurück. Heute wird stellenweise Reis angebaut. Lokale Bedeutung haben die Honiggewinnung und die Fischerei in den Sumpfgewässern.

## Bevölkerung und Verwaltungsgliederung
Bei der Volkszählung 1972 betrug die Einwohnerzahl 3251; die damalige Fläche lag bei nur 1622 km², so dass die Bevölkerungsdichte bei 2 Einwohnern/km² lag. Die ethnische Zusammensetzung sah 1971 wie folgt aus: 2841 Kreolen, 325 Javaner, 27 Hindustanen, 24 Chinesen, 15 Europäer, 4 Maroons, 2 Indigene und 13 Sonstige. An dem kreolischen Charakter des Distrikts hat sich seither nicht viel geändert.
1922 lag die Bevölkerungszahl bei 2700, 1950 bei 4000 und 1964 bei 3800. Abwanderung der Bevölkerung erfolgte vor allem nach Paramaribo oder in die Umgebung der Hauptstadt.
Die Bevölkerung konzentriert sich entlang der sog. Ost-West-Verbindung; dabei lebt etwa die Hälfte der Bevölkerung in den beiden Orten Totness und Friendship.
Der Distrikt Coronie ist seinerseits wiederum in folgende drei Ressorts gegliedert (dezentralisiert):
- Johanna Maria
- Totness
- Welgelegen

Im Parlament (De Nationale Assemblée) ist der Distrikt Coronie mit 2 Abgeordneten vertreten.

## Erosionsgefahr
Vor der Küste liegen die beiden Schlammbänke Coronie- und Potosibank. Diese Bänke verlagern sich fast permanent und begleiten die Erosions- und Akkumulationsvorgänge an der Küste. Der Abstand zwischen der Küste und der sog. Ost-West-Verbindung hat in der Vergangenheit zwischen 1 und 4 km betragen. Die Verschiebung der Küstenlinie ist für das gesamte Land typisch, im Distrikt Coronie allerdings am stärksten ausgeprägt. Seit 1957 sind verstärkte Erosionsprozesse festzustellen, wodurch ganze Polder in ihrer Existenz bedroht sind.

### Klima
Der Distrikt Coronie ist klimatisch gesehen besonders auffällig durch seine relativ geringen Niederschläge von nur 1600 bis 1700 mm pro Jahr.